# Élections cantonales de 2011 dans les Ardennes
Les élections cantonales ont eu lieu les 20 et 27 mars 2011.

## Contexte départemental

### Assemblée départementale sortante
Avant les élections, le conseil général des Ardennes est présidé par Benoît Huré (UMP). Il comprend 37 conseillers généraux issus des 37 cantons des Ardennes. 18 d'entre eux sont renouvelables lors de ces élections. 
| Parti                             | Sigle | Élus |
| --------------------------------- | ----- | ---- |
| Majorité (25 sièges)              |       |      |
| Union pour un mouvement populaire | UMP   | 19   |
| Divers droite                     | DVD   | 5    |
| Mouvement démocrate               | MoDem | 1    |
| Opposition (11 sièges)            |       |      |
| Parti socialiste                  | PS    | 8    |
| Divers gauche                     | DVG   | 3    |
| Divers (1 siège)                  |       |      |
| Sans étiquette                    | SE    | 1    |
| Président du Conseil Général      |       |      |
| Benoît Huré (UMP)                 |       |      |

## Résultats à l'échelle du département

### Résultats en nombre de sièges
| Parti | Sièges mis en jeu | Élus | Évolution |
| ----- | ----------------- | ---- | --------- |
| UMP   | 8                 | 6    | -2        |
| DVD   | 4                 | 2    | -2        |
| PS    | 3                 | 6    | +3        |
| DVG   | 1                 | 1    | =         |
| MoDem | 1                 | 0    | -1        |
| SE    | 1                 | 2    | +1        |
| M-NC  | 0                 | 1    | +1        |

### Assemblée départementale à l'issue des élections
| Parti                             | Sigle | Élus |
| --------------------------------- | ----- | ---- |
| Majorité (21 sièges)              |       |      |
| Union pour un mouvement populaire | UMP   | 15   |
| Divers droite                     | DVD   | 5    |
| Nouveau Centre                    | NC    | 1    |
| Opposition (14 sièges)            |       |      |
| Parti socialiste                  | PS    | 11   |
| Divers gauche                     | DVG   | 3    |
| Divers (2 sièges)                 |       |      |
| Sans étiquette                    | SE    | 2    |
| Président du Conseil général      |       |      |
| Benoît Huré (UMP)                 |       |      |

## Résultats par canton

### Canton de Fumay
Le maire socialiste de Haybes, Benoît Sonnet, emporte un troisième mandat dans un contexte d'abstention qui gagne 20 points soit environ 900 électeurs de plus qu'en 2004. Le sortant est réélu dès le premier tour, comme en 2004, mais perd près de 350 voix. Le FN se classe à nouveau second mais perd une centaine de voix par rapport à 2004 tandis que la droite, représentée par un militant UMP fumacien, candidat malheureux aux municipales de 2008 à Fumay, Xavier Barras, en perd environ 200. Le Front de Gauche, représenté par le communiste Attia Djehich, militant syndicaliste, perd une cinquantaine de voix par rapport à 2004. Ces pertes de voix ajoutées à celles dues à l'absence, contrairement à 2004, d'un candidat EELV et d'un candidat d'extrême gauche (150 voix au total) font stagner le pourcentage des communistes mais fait progresser de près de 8 points le sortant, le FN de plus de 2. Seule la droite perd près de 5 points.
| Candidats      | Candidats      | Étiquette      | Premier tour | Premier tour |
| Candidats      | Candidats      | Étiquette      | Voix         | %            |
| -------------- | -------------- | -------------- | ------------ | ------------ |
|                | Benoît Sonnet* | PS             | 1 268        | 63,81        |
|                | David Davenne  | FN             | 396          | 19,93        |
|                | Xavier Barras  | UMP            | 226          | 11,37        |
|                | Attia Djehich  | FG PCF         | 97           | 4,88         |
|                |                |                |              |              |
| Inscrits       | Inscrits       | Inscrits       | 4 863        | 100,00       |
| Abstentions    | Abstentions    | Abstentions    | 2 839        | 58,38        |
| Votants        | Votants        | Votants        | 2 024        | 41,62        |
| Blancs et nuls | Blancs et nuls | Blancs et nuls | 37           | 1,83         |
| Exprimés       | Exprimés       | Exprimés       | 1 987        | 98,17        |

*sortant

### Canton de Juniville
Pour la première fois de son histoire, le canton de Juniville place à sa tête un conseiller général de gauche en la personne du conseiller municipal socialiste de Juniville, Bertrand Jenin. L'ancien adjoint au maire du chef-lieu a surtout profité des divisions de la droite pour trouver un successeur au sortant qui ne se représentait pas, Jean Verzeaux, maire UMP de Ville-sur-Retourne et président de la communauté de communes du Junivillois - incluant toutes les communes du canton. Trois candidats dilapident ainsi les voix de la droite : les conseillers municipaux, Christian Cogniard de Juniville et Didier Chevrier du Châtelet-sur-Retourne et Éric Holigner, maire de Ménil-Lépinois. Cela pousse Bertrand Jenin en tête du premier tour et c'est finalement son collège conseiller municipal, Christian Cogniard, qui l'affronte au second tour. Mais la droite ne se rassemble pas derrière ce dernier, 300 voix de la droite au premier tour manquent à l'appel au second tandis que Bertrand Jenin progresse de 300 voix entre les deux tours. L'abstention progressant de 16 points au premier tour n'a pas durement affecté un camp particulier sinon le FN, privé de candidat contrairement à 2004. Bertrand Jenin ne perd que 30 voix, l'ancienne conseillère municipale communiste de Charleville-Mézières, Thérèse Ancelin, déjà candidate en 2004, perd 10 électeurs et la droite perd 60 des votants qui avaient réélu Jean Verzeaux dès le premier tour en 2004. 
| Candidats      | Candidats          | Étiquette      | Premier tour | Premier tour | Second tour | Second tour |
| Candidats      | Candidats          | Étiquette      | Voix         | %            | Voix        | %           |
| -------------- | ------------------ | -------------- | ------------ | ------------ | ----------- | ----------- |
|                | Bertrand Jenin     | PS             | 577          | 32,49        | 918         | 53,16       |
|                | Christian Cogniard | DVD            | 457          | 25,73        | 809         | 46,84       |
|                | Didier Chevrier    | DVD            | 372          | 20,95        |             |             |
|                | Éric Holigner      | DVD            | 305          | 17,17        |             |             |
|                | Thérèse Ancelin    | FG PCF         | 65           | 3,66         |             |             |
|                |                    |                |              |              |             |             |
| Inscrits       | Inscrits           | Inscrits       | 3 648        | 100,00       | 3 648       | 100,00      |
| Abstentions    | Abstentions        | Abstentions    | 1 801        | 49,37        | 1 801       | 49,37       |
| Votants        | Votants            | Votants        | 1 847        | 50,63        | 1 847       | 50,63       |
| Blancs et nuls | Blancs et nuls     | Blancs et nuls | 71           | 3,84         | 120         | 6,50        |
| Exprimés       | Exprimés           | Exprimés       | 1 776        | 96,16        | 1 727       | 93,50       |

### Canton de Machault
Terre d'élection de l'ancien sénateur MRP de longue date et président UDF du conseil général, René Tinant, le petit canton de Machault tient sa réputation de bastion de la droite. Le conseiller sortant, Dominique Guérin, conseiller municipal UMP de Pauvres, est confortablement réélu pour un troisième mandat dès le premier tour. Cette réélection est quasiment une répétition de l'échéance de 2004 avec quelques différences. Environ 250 électeurs venus voter en 2004 ne se sont pas déplacés cette fois. Malgré un score restant très confortable, cette abstention semble toucher particulièrement le conseiller sortant qui obtient environ 250 voix de moins qu'en 2004. L'extrême droite, à nouveau représentée par un candidat FN, conserve et conforte sa deuxième position ici en obtenant presque une quarantaine de voix de plus qu'en 2004. La gauche, très faible à l'échelle du canton, ne parvient pas à rivaliser avec l'extrême droite pour la deuxième place même si, contrairement à Dominique Guérin, elle parvient à conserver ses électeurs de 2004. On notera la présence, cette fois, d'un candidat socialiste, Jérémie Sart, conseiller municipal à Seuil, commune située en dehors du canton. Il parvient à capter la plupart des voix de gauche recueillies par l'unique candidat de la gauche en 2004, son concurrent communiste, Joaquim Neiva, qui voit son résultat personnel s'effondrer. 

À l'échelle des communes, Dominique Guérin est largement en tête partout, avec quelques légères nuances. Il obtient plus de 60 % des voix dans 12 des 14 communes du canton. Dricourt est le seul village où il n'obtient la majorité des voix avec 48 % des voix, Pierre Chaval y signant ici son meilleur score à plus de 32 % des voix. Enfin, Dominique Guérin obtient "seulement" 56 % des voix à Chardeny qui offre son meilleur résultat à la gauche. Aucune voix pour le FN n'y est enregistrée, cas unique dans le canton où le candidat frontiste n'est pas deuxième, et Jérémie Sart et Joaquim Neiva obtiennent respectivement 26 et 17 % des voix, leurs meilleurs résultats respectifs. 
| Candidats      | Candidats         | Étiquette      | Premier tour | Premier tour |
| Candidats      | Candidats         | Étiquette      | Voix         | %            |
| -------------- | ----------------- | -------------- | ------------ | ------------ |
|                | Dominique Guérin* | UMP            | 669          | 70,13        |
|                | Pierre Chaval     | FN             | 163          | 17,09        |
|                | Jérémie Sart      | PS             | 100          | 10,48        |
|                | Joaquim Neiva     | FG PCF         | 22           | 2,31         |
|                |                   |                |              |              |
| Inscrits       | Inscrits          | Inscrits       | 1 700        | 100,00       |
| Abstentions    | Abstentions       | Abstentions    | 696          | 40,94        |
| Votants        | Votants           | Votants        | 1 004        | 59,06        |
| Blancs et nuls | Blancs et nuls    | Blancs et nuls | 50           | 4,98         |
| Exprimés       | Exprimés          | Exprimés       | 954          | 95,02        |

*sortant

### Canton de Monthermé
Sept ans après avoir largement pris le canton aux communistes, le conseiller socialiste sortant, Érik Pilardeau, obtient aisément un second mandat au cours de cette élection. En premier lieu, on note que les quatre candidats à cette élection l'étaient déjà sept ans plus tôt. À la gauche d'Érik Pilardeau, se représente Michèle Leflon, la successeure désignée par celui qui a tenu le canton pendant 27 ans, l'ancien député René Visse. Comme en 2004, elle n'obtient que la troisième place, malgré le soutien de son concurrent du parti des travailleurs d'alors, l'ancien maire communiste de Bogny-sur-Meuse, Gérard Baudoin. Elle perd même une centaine de voix, dans un contexte de fort progrès de l'abstention qui touche tous les camps politiques. Au total, ce sont 1500 électeurs qui se sont déplacés en 2004 et qui ne l'ont pas fait cette fois. À gauche, dans son ensemble, la perte personnelle de 300 voix par Érik Pilardeau et celle de 100 voix de Michèle Leflon s'ajoutent aux 300 voix perdues de Gérard Baudoin et les 200 du candidat écologiste. On peut ainsi chiffrer les pertes à gauche à plus de 900 voix. La droite, unifiée derrière Daniel Denis, perd globalement 500 voix, par les pertes de ce candidat et l'absence des voix du deuxième candidat de la droite en 2004, René Vieira, issu de Deville. L'extrême droite est peut-être le camp qui souffre le moins de l'abstention avec une baisse d'environ 100 voix enregistrée pour Roland Bataille. Baisse qui se confirme au second tour puisqu'il y perd 300 voix par rapport à 2004. Mais le candidat victorieux, Érik Pilardeau, voit son pourcentage décroître de 6 points et surtout plus d'un millier de voix sur son nom disparaître par rapport à 2004. Sa victoire n'en demeure pas moins très confortable, au cours d'une élection qui se résume à une répétition de 2004 avec trois candidats en moins, une abstention grimpant en flèche et une extrême droite qui progresse au détriment de la droite en termes de pourcentage.

Concernant les communes, Érik Pilardeau n'a pas manqué une seule première place dans les 8 villes du canton au premier comme au deuxième tour. On note tout de même certaines disparités. S'il obtient la majorité absolue dès le premier tour à Haulmé (68 %), Laifour (56 %) et Bogny-sur-Meuse (51 %), commune la plus peuplée du canton dont il est maire, il n'a pas réussi à atteindre 40 % des voix dans deux communes. Ainsi, Les Hautes-Rivières comme le village de Tournavaux ne lui accordent que 36 % de leurs suffrages,. Dans ce dernier, il frôle même le candidat du FN qui y reçoit son meilleur score avec plus de 34 % des voix. Cependant, au second tour, Les Hautes-Rivières sont bien la seule commune où il n'obtient pas 60 % des voix (54,93 %). Concernant les autres candidats, si Roland Bataille obtient 34 % au premier tour à Tournavaux, il n'obtient que la moitié de ce score à Deville où Michèle Leflon réussit son meilleur score, 30 % des voix. Daniel Denis, enfin, ne dépasse jamais 10 % des voix, à l'exception de Thilay (19 %) et Les Hautes-Rivières (23 %), faisant de cette dernière la seule commune où la gauche est minoritaire au premier tour.   
| Candidats      | Candidats       | Étiquette      | Premier tour | Premier tour | Second tour | Second tour |
| Candidats      | Candidats       | Étiquette      | Voix         | %            | Voix        | %           |
| -------------- | --------------- | -------------- | ------------ | ------------ | ----------- | ----------- |
|                | Érik Pilardeau* | PS             | 1 808        | 48,10        | 2 581       | 66,87       |
|                | Roland Bataille | FN             | 927          | 24,66        | 1 279       | 33,13       |
|                | Michèle Leflon  | FG PCF         | 686          | 18,25        |             |             |
|                | Daniel Denis    | DVD            | 338          | 8,99         |             |             |
|                |                 |                |              |              |             |             |
| Inscrits       | Inscrits        | Inscrits       | 8 907        | 100,00       | 8 905       | 100,00      |
| Abstentions    | Abstentions     | Abstentions    | 5 064        | 56,85        | 4 854       | 54,51       |
| Votants        | Votants         | Votants        | 3 843        | 43,15        | 4 051       | 45,49       |
| Blancs et nuls | Blancs et nuls  | Blancs et nuls | 84           | 2,19         | 191         | 4,71        |
| Exprimés       | Exprimés        | Exprimés       | 3 759        | 97,81        | 3 860       | 95,29       |

*sortant

### Canton de Monthois
| Candidats      | Candidats         | Étiquette      | Premier tour | Premier tour |
| Candidats      | Candidats         | Étiquette      | Voix         | %            |
| -------------- | ----------------- | -------------- | ------------ | ------------ |
|                | Thierry Deglaire* | SE             | 667          | 59,18        |
|                | Éric Haouy        | DVD            | 258          | 22,89        |
|                | Florian Glay      | PS             | 163          | 14,46        |
|                | Fabien Warnet     | FG PCF         | 39           | 3,46         |
|                |                   |                |              |              |
| Inscrits       | Inscrits          | Inscrits       | 2 077        | 100,00       |
| Abstentions    | Abstentions       | Abstentions    | 910          | 43,81        |
| Votants        | Votants           | Votants        | 1 167        | 56,19        |
| Blancs et nuls | Blancs et nuls    | Blancs et nuls | 40           | 3,43         |
| Exprimés       | Exprimés          | Exprimés       | 1 127        | 96,57        |

*sortant

### Canton de Nouzonville
| Candidats      | Candidats                   | Étiquette      | Premier tour | Premier tour |
| Candidats      | Candidats                   | Étiquette      | Voix         | %            |
| -------------- | --------------------------- | -------------- | ------------ | ------------ |
|                | Pierre Cordier*             | UMP            | 2 284        | 62,17        |
|                | Yannick Langrenez           | PS             | 636          | 17,31        |
|                | Marie-Thérèse Le Brech      | FN             | 380          | 10,34        |
|                | Josiane Rambourg            | FG PCF         | 202          | 5,50         |
|                | Catherine Romand-Vieuxmaire | DVG            | 172          | 4,68         |
|                |                             |                |              |              |
| Inscrits       | Inscrits                    | Inscrits       | 6 686        | 100,00       |
| Abstentions    | Abstentions                 | Abstentions    | 2 959        | 44,26        |
| Votants        | Votants                     | Votants        | 3 727        | 55,74        |
| Blancs et nuls | Blancs et nuls              | Blancs et nuls | 53           | 1,42         |
| Exprimés       | Exprimés                    | Exprimés       | 3 674        | 98,58        |

*sortant

### Canton de Novion-Porcien
| Candidats      | Candidats              | Étiquette      | Premier tour | Premier tour |
| Candidats      | Candidats              | Étiquette      | Voix         | %            |
| -------------- | ---------------------- | -------------- | ------------ | ------------ |
|                | Jean-François Leclet*  | M-NC           | 1 005        | 53,43        |
|                | Nicolas Herber-Suffrin | PS             | 439          | 23,34        |
|                | Pascal Planson         | FN             | 437          | 23,23        |
|                |                        |                |              |              |
| Inscrits       | Inscrits               | Inscrits       | 3 640        | 100,00       |
| Abstentions    | Abstentions            | Abstentions    | 1 719        | 47,23        |
| Votants        | Votants                | Votants        | 1 921        | 52,77        |
| Blancs et nuls | Blancs et nuls         | Blancs et nuls | 40           | 2,08         |
| Exprimés       | Exprimés               | Exprimés       | 1 881        | 97,92        |

*sortant

### Canton d'Omont
| Candidats      | Candidats          | Étiquette      | Premier tour | Premier tour |
| Candidats      | Candidats          | Étiquette      | Voix         | %            |
| -------------- | ------------------ | -------------- | ------------ | ------------ |
|                | Abellino Poletti*  | UMP            | 625          | 59,35        |
|                | Gérard Baudet      | FN             | 168          | 15,95        |
|                | Bernard Dhaussy    | PS             | 166          | 15,76        |
|                | Jean-Paul Terrisse | EÉLV           | 75           | 7,12         |
|                | Renée Petrisot     | FG PCF         | 19           | 1,80         |
|                |                    |                |              |              |
| Inscrits       | Inscrits           | Inscrits       | 1 916        | 100,00       |
| Abstentions    | Abstentions        | Abstentions    | 851          | 44,42        |
| Votants        | Votants            | Votants        | 1 065        | 55,58        |
| Blancs et nuls | Blancs et nuls     | Blancs et nuls | 12           | 1,13         |
| Exprimés       | Exprimés           | Exprimés       | 1 053        | 98,87        |

*sortant

### Canton de Raucourt-et-Flaba
| Candidats      | Candidats               | Étiquette      | Premier tour | Premier tour | Second tour | Second tour |
| Candidats      | Candidats               | Étiquette      | Voix         | %            | Voix        | %           |
| -------------- | ----------------------- | -------------- | ------------ | ------------ | ----------- | ----------- |
|                | Véronique Duru          | SE             | 579          | 35,65        | 958         | 59,14       |
|                | Pierre Joseph*          | DVD            | 445          | 27,40        | 662         | 40,86       |
|                | Marie-Annick Poncin     | FN             | 257          | 15,83        |             |             |
|                | Michaël Catala          | PS             | 188          | 11,58        |             |             |
|                | Marie-Claude Bihin-Dury | Écologistes    | 88           | 5,42         |             |             |
|                | Denis Parison           | FG PCF         | 67           | 4,13         |             |             |
|                |                         |                |              |              |             |             |
| Inscrits       | Inscrits                | Inscrits       | 2 963        | 100,00       | 2 963       | 100,00      |
| Abstentions    | Abstentions             | Abstentions    | 1 283        | 43,30        | 1 210       | 40,84       |
| Votants        | Votants                 | Votants        | 1 680        | 56,70        | 1 753       | 59,16       |
| Blancs et nuls | Blancs et nuls          | Blancs et nuls | 56           | 3,33         | 133         | 7,59        |
| Exprimés       | Exprimés                | Exprimés       | 1 624        | 96,67        | 1 620       | 92,41       |

*sortant

### Canton de Renwez
| Candidat       | Candidat              | Étiquette      | Premier tour | Premier tour | Second tour | Second tour |
| Candidat       | Candidat              | Étiquette      | Voix         | %            | Voix        | %           |
| -------------- | --------------------- | -------------- | ------------ | ------------ | ----------- | ----------- |
|                | Gérard Drumel*        | DVG            | 1 014        | 34,02        | 1 715       | 63,28       |
|                | Jean-François Thierry | UMP            | 646          | 21,67        | 995         | 36,72       |
|                | André Brifflot        | FN             | 634          | 21,27        |             |             |
|                | Robert Colson         | PS             | 498          | 16,71        |             |             |
|                | Claude Huet           | EÉLV           | 117          | 3,92         |             |             |
|                | Jean Duterte          | FG PCF         | 72           | 2,42         |             |             |
|                |                       |                |              |              |             |             |
| Inscrits       | Inscrits              | Inscrits       | 5 940        | 100,00       | 5 940       | 100,00      |
| Abstentions    | Abstentions           | Abstentions    | 2 902        | 48,86        | 2 996       | 50,44       |
| Votants        | Votants               | Votants        | 3 038        | 51,14        | 2 944       | 49,56       |
| Blancs et nuls | Blancs et nuls        | Blancs et nuls | 57           | 1,88         | 234         | 7,95        |
| Exprimés       | Exprimés              | Exprimés       | 2 981        | 98,12        | 2 710       | 92,05       |

*sortant

### Canton de Rethel
| Candidat       | Candidat         | Étiquette      | Premier tour | Premier tour | Second tour | Second tour |
| Candidat       | Candidat         | Étiquette      | Voix         | %            | Voix        | %           |
| -------------- | ---------------- | -------------- | ------------ | ------------ | ----------- | ----------- |
|                | Joseph Afribo*   | DVD            | 2 053        | 51,71        | 2 485       | 63,49       |
|                | Pierre Jadot     | PS             | 1 067        | 26,88        | 1 429       | 36,51       |
|                | Laurent Guilbert | FN             | 701          | 17,66        |             |             |
|                | Roger Dizy       | FG PCF         | 149          | 3,75         |             |             |
|                |                  |                |              |              |             |             |
| Inscrits       | Inscrits         | Inscrits       | 9 478        | 100,00       | 9 477       | 100,00      |
| Abstentions    | Abstentions      | Abstentions    | 5 407        | 57,05        | 5 338       | 56,33       |
| Votants        | Votants          | Votants        | 4 071        | 42,95        | 4 139       | 43,67       |
| Blancs et nuls | Blancs et nuls   | Blancs et nuls | 101          | 2,48         | 225         | 5,44        |
| Exprimés       | Exprimés         | Exprimés       | 3 970        | 97,52        | 3 914       | 94,56       |

*sortant

### Canton de Rumigny
| Candidat       | Candidat          | Étiquette      | Premier tour | Premier tour |
| Candidat       | Candidat          | Étiquette      | Voix         | %            |
| -------------- | ----------------- | -------------- | ------------ | ------------ |
|                | Patrick Demorgny* | DVD            | 1 130        | 56,50        |
|                | Xavier Coiffard   | DVD            | 393          | 19,65        |
|                | Benoît Girard     | FN             | 258          | 12,90        |
|                | Annie Flores      | PS             | 149          | 7,45         |
|                | Hélène Pierret    | FG PCF         | 70           | 3,50         |
|                |                   |                |              |              |
| Inscrits       | Inscrits          | Inscrits       | 3 169        | 100,00       |
| Abstentions    | Abstentions       | Abstentions    | 1 124        | 35,47        |
| Votants        | Votants           | Votants        | 2 045        | 64,53        |
| Blancs et nuls | Blancs et nuls    | Blancs et nuls | 45           | 2,20         |
| Exprimés       | Exprimés          | Exprimés       | 2 000        | 97,80        |

*sortant

### Canton de Sedan-Est
| Candidat       | Candidat            | Étiquette      | Premier tour | Premier tour | Second tour | Second tour |
| Candidat       | Candidat            | Étiquette      | Voix         | %            | Voix        | %           |
| -------------- | ------------------- | -------------- | ------------ | ------------ | ----------- | ----------- |
|                | Christian Apotheloz | PS             | 1 034        | 31,06        | 1 826       | 55,62       |
|                | Jean-Paul Grasmuck  | DVD            | 830          | 24,93        | 1 457       | 44,38       |
|                | Éric Samyn          | FN             | 805          | 24,18        |             |             |
|                | Emmanuel Jacquemin  | EÉLV           | 367          | 11,02        |             |             |
|                | Éric Boulanger      | FG PG          | 134          | 4,03         |             |             |
|                | Étienne Broutin     | M-NC           | 97           | 2,91         |             |             |
|                | Pascal Didier       | SE             | 62           | 1,86         |             |             |
|                |                     |                |              |              |             |             |
| Inscrits       | Inscrits            | Inscrits       | 8 904        | 100,00       | 8 904       | 100,00      |
| Abstentions    | Abstentions         | Abstentions    | 5 495        | 61,91        | 5 320       | 59,75       |
| Votants        | Votants             | Votants        | 3 409        | 38,29        | 3 584       | 40,25       |
| Blancs et nuls | Blancs et nuls      | Blancs et nuls | 80           | 2,35         | 301         | 8,40        |
| Exprimés       | Exprimés            | Exprimés       | 3 329        | 97,65        | 3 283       | 91,60       |

### Canton de Sedan-Nord
Trois ans après avoir dû voter lors d'une élection partielle, le canton de Sedan-Nord doit retourner aux urnes. Réélu de peu pour un deuxième mandat de conseiller général en 2004, le maire socialiste de Sedan, Dominique Billaudelle a été emporté par le cancer en 2008. Cela a provoqué une élection partielle en 2008 qui a vu la large victoire de la cheffe de file de l'opposition municipale de droite, que Billaudelle avait défaite à la cantonale de 2004 et la municipale de 2008, Anne Baron. 
Cette dernière se représente, seule candidate de droite, à l'exclusion de la candidate du FN. Si la droite est relativement unie, la gauche ne l'est pas vraiment. Le candidat socialiste largement battu en 2008, l'adjoint au maire de Sedan, Jean-Claude Closse, se représente en divers gauche, ayant quitté le PS. Ce dernier parti présente Rachelle Louis, également conseillère municipale à Sedan. Se représente aussi après la partielle de 2008, le communiste Jean-Louis Joffrin, ancien secrétaire général de la CGT. Un quatrième candidat à gauche est l'écologiste Brice Potier, dessinateur-métreur résident de Dom-le-Mesnil, en dehors du canton. 
Ainsi, au premier tour, Anne Baron prend une bonne avance. Seules 35 voix séparent les candidates socialiste et frontiste mais c'est bien la première qui se qualifie face à la sortante. Loin derrière ce trio féminin de tête, le trio masculin des candidats restants obtiennent des résultats proches. Malgré une abstention bondissant de 20 points, les candidats écologiste et communiste maintiennent leur électorat respectif de 2004 pour EELV et de 2008 pour le PCF. Le FN ayant très légèrement progressé, il semble que ce sont les deux camps principaux, les socialistes et la droite, qui ont le plus pâti de cette démobilisation. 

Bien que la gauche est minoritaire au premier tour, le PS renoue avec les victoires courtes obtenues par BIllaudelle en 1998 et 2004, et Rachelle Louis est élue avec 18 voix d'avance. L'abstention se ressent avec une perte, par rapport à 2004, de l'ordre de 900 voix pour le PS et 800 pour Anne Baron. Géographiquement, le canton est divisé. Parmi les petits villages, Anne Baron emporte La Chapelle, Rachelle Louis, Illy et les deux candidates sont à égalité à Fleigneux. Les deuxième et troisième communes du canton, Floing et Givonne, renouvellent leur confiance en Anne Baron. Cette dernière dépasse même 60 % des voix à Givonne. Ce qui a été déterminant est la victoire de Rachelle Louis dans la portion de Sedan, l'emportant là par près de 55 % des voix.
| Candidat       | Candidat             | Étiquette      | Premier tour | Premier tour | Second tour | Second tour |
| Candidat       | Candidat             | Étiquette      | Voix         | %            | Voix        | %           |
| -------------- | -------------------- | -------------- | ------------ | ------------ | ----------- | ----------- |
|                | Anne Baron*          | DVD            | 869          | 31,76        | 1 339       | 49,67       |
|                | Rachelle Louis       | PS             | 655          | 23,94        | 1 357       | 50,33       |
|                | Marie-Claude Pérotin | FN             | 620          | 22,66        |             |             |
|                | Jean-Claude Closse   | DVG            | 224          | 8,19         |             |             |
|                | Brice Potier         | EÉLV           | 222          | 8,11         |             |             |
|                | Jean-Louis Joffrin   | FG PCF         | 146          | 5,34         |             |             |
|                |                      |                |              |              |             |             |
| Inscrits       | Inscrits             | Inscrits       | 7 137        | 100,00       | 7 138       | 100,00      |
| Abstentions    | Abstentions          | Abstentions    | 4 340        | 60,81        | 4 227       | 59,22       |
| Votants        | Votants              | Votants        | 2 797        | 39,19        | 2 911       | 40,78       |
| Blancs et nuls | Blancs et nuls       | Blancs et nuls | 61           | 2,18         | 215         | 7,39        |
| Exprimés       | Exprimés             | Exprimés       | 2 736        | 97,82        | 2 696       | 92,61       |

*sortant

### Canton de Signy-l'Abbaye
| Candidat       | Candidat           | Étiquette      | Premier tour | Premier tour | Second tour | Second tour |
| Candidat       | Candidat           | Étiquette      | Voix         | %            | Voix        | %           |
| -------------- | ------------------ | -------------- | ------------ | ------------ | ----------- | ----------- |
|                | Élisabeth Faille*  | UMP            | 827          | 48,19        | 968         | 61,89       |
|                | Baptiste Touchon   | PS             | 311          | 18,12        | 596         | 38,11       |
|                | Violaine Croutelle | FN             | 285          | 16,61        |             |             |
|                | Gérard Fortier     | MoDem          | 215          | 12,53        |             |             |
|                | Fabien Tombois     | FG PCF         | 78           | 4,55         |             |             |
|                |                    |                |              |              |             |             |
| Inscrits       | Inscrits           | Inscrits       | 3 094        | 100,00       | 3 094       | 100,00      |
| Abstentions    | Abstentions        | Abstentions    | 1 343        | 43,41        | 1 420       | 45,90       |
| Votants        | Votants            | Votants        | 1 751        | 56,59        | 1 674       | 54,10       |
| Blancs et nuls | Blancs et nuls     | Blancs et nuls | 35           | 2,00         | 110         | 6,57        |
| Exprimés       | Exprimés           | Exprimés       | 1 716        | 98,00        | 1 564       | 93,43       |

*sortant

### Canton de Signy-le-Petit
| Candidat       | Candidat          | Étiquette      | Premier tour | Premier tour | Second tour | Second tour |
| Candidat       | Candidat          | Étiquette      | Voix         | %            | Voix        | %           |
| -------------- | ----------------- | -------------- | ------------ | ------------ | ----------- | ----------- |
|                | Benoît Huré*      | UMP            | 708          | 44,00        | 1 063       | 58,73       |
|                | Martine Descartes | PS             | 553          | 34,37        | 747         | 41,27       |
|                | André Verlaine    | FN             | 269          | 16,72        |             |             |
|                | Christine Caruzzi | FG PCF         | 79           | 4,91         |             |             |
|                |                   |                |              |              |             |             |
| Inscrits       | Inscrits          | Inscrits       | 2 779        | 100,00       | 2 779       | 100,00      |
| Abstentions    | Abstentions       | Abstentions    | 1 127        | 40,55        | 916         | 32,96       |
| Votants        | Votants           | Votants        | 1 652        | 59,45        | 1 863       | 67,04       |
| Blancs et nuls | Blancs et nuls    | Blancs et nuls | 43           | 2,60         | 53          | 2,84        |
| Exprimés       | Exprimés          | Exprimés       | 1 609        | 97,40        | 1 810       | 97,16       |

*sortant

### Canton de Tourteron
| Candidat       | Candidat       | Étiquette      | Premier tour | Premier tour |
| Candidat       | Candidat       | Étiquette      | Voix         | %            |
| -------------- | -------------- | -------------- | ------------ | ------------ |
|                | Marc Laménie*  | UMP            | 337          | 52,82        |
|                | Chantal Taioli | FN             | 136          | 21,32        |
|                | Manuel Sanchez | PS             | 99           | 15,52        |
|                | Solène Garric  | EÉLV           | 51           | 7,99         |
|                | Georges Molion | FG PCF         | 15           | 2,35         |
|                |                |                |              |              |
| Inscrits       | Inscrits       | Inscrits       | 1 108        | 100,00       |
| Abstentions    | Abstentions    | Abstentions    | 444          | 40,07        |
| Votants        | Votants        | Votants        | 664          | 59,93        |
| Blancs et nuls | Blancs et nuls | Blancs et nuls | 26           | 3,92         |
| Exprimés       | Exprimés       | Exprimés       | 638          | 96,08        |

*sortant

### Canton de Vouziers
| Candidat       | Candidat         | Étiquette      | Premier tour | Premier tour | Second tour | Second tour |
| Candidat       | Candidat         | Étiquette      | Voix         | %            | Voix        | %           |
| -------------- | ---------------- | -------------- | ------------ | ------------ | ----------- | ----------- |
|                | Claude Ancelme   | PS             | 1 035        | 42,40        | 1 424       | 63,80       |
|                | Françoise Payen  | DVD            | 601          | 24,62        | 808         | 36,20       |
|                | Pierre Potron    | ÉCO            | 420          | 17,21        |             |             |
|                | Francis Beaupere | FN             | 385          | 15,77        |             |             |
|                |                  |                |              |              |             |             |
| Inscrits       | Inscrits         | Inscrits       | 4 477        | 100,00       | 4 477       | 100,00      |
| Abstentions    | Abstentions      | Abstentions    | 1 981        | 44,25        | 2 078       | 46,42       |
| Votants        | Votants          | Votants        | 2 496        | 55,75        | 2 399       | 53,58       |
| Blancs et nuls | Blancs et nuls   | Blancs et nuls | 55           | 2,20         | 167         | 6,96        |
| Exprimés       | Exprimés         | Exprimés       | 2 441        | 97,80        | 2 232       | 93,04       |